# ديدي بطوطة
ديدي بطوطة (بالإنجليزية: Daisy Duck، نقحرة: ديزي دك)‏ هي شخصية كرتونية أُنشأتها شركة والت ديزني عام 1940. لتكون شريكة بطوط (دونالد دك)، هي بطة بيضاء لها رموش طويلة وذيل مموج من الريش يبدو كأنه تنورة. ترتدي في الغالب ربطة للشعر، وبلوزة، وحذاء بكعب عال. ظهرت ديزي لأول مرة في الفيلم القصير السيد دك يخرج عام 1940 الذي أدرج لاحقًا ضمن قصص دونالد دك المصورة. شاركت في 11 فيلمًا قصيرًا في الفترة بين 1940 و1954، شاركت لاحقًا في فيلم ترنيمة ميكي لعيد الميلاد 1983 وفانتازيا 2000 سنة 1999. في هذه الأدوار كانت ديزي شخصية ثانوية، باستثناء معضلة دونالد 1947 كان لها ظهور كبير على الشاشة، وظهرت بانتظام في شلة بط 1996، أعمال ميكي ماوس 1999-2000، دار الفأر 2001-2003، نادي ميكي ماوس 2006-2016، ميكي ماوس 2013-2019، مغامرات ميكي ماوس المختلطة 2017 - إلى الآن، وعالم ميكي ماوس الرائع. ظهرت ديزي أيضًا في العديد من أفلام الفيديو مثل ميكي ذات يوم في عيد الميلاد 1999، ميكي، بطوط، بندق: الفرسان الثلاثة 2004، ميكي مرة أخرى في عيد الميلاد 2004.
ديزي تجمعها صداقة مقربة مع كوكبة وكلارا كلوك في القصص المصورة وميني ماوس هي صديقتها المفضلة. تظهر ديزي أحيانًا انجذابًا قويًا نحو دونالد، مع أنها غالبًا تتصف بكونها أرقى منه. خصوصًا في القصص المصورة، ديزي تكون محبطة دومًا، بسبب تصرفات دونالد الطفولية، ما يجعلها تخرج عادةً في مواعيد مع ابن عم دونالد وعدوه محظوظ بدلًا منه. ديزي هي خالة أبريل وماي وجون، ثلاث بطات صغيرات يشبهن كركور وفرفور وزرزور.

## المظهر
ديزي هي بطة بيضاء منقارها وأرجلها برتقالية. لها في العادة ظلال عيون باللون النيلي، ورموش طويلة مميزة وذيل مموج من الريش يبدو كأنه تنورة.
ترتدي عادةً بلوزة بأكمام قصيرة منتفخة وياقة بشكل حرف V. وترتدي أيضًا ربطة شعر، وحذاء بكعب عالي وسوار واحد على معصمها. ألوان ملابسها تتغير كثيرًا، لكن ألوانها المفضلة الوردي والبنفسجي.
عدل صناع المسلسل التلفزيوني «شلة بط» شخصية ديزي لتصبح امرأة ذات توجه مهني تماشيًا مع تحديثهم للمسلسل، من ثم تغير مظهرها ليتناسب مع الشخصية الجديدة. مع المحافظة على اللونين الوردي والبنفسجي، ارتدت ديزي فساتين طويلة مع أحذية بكعب عال، وبدلًا من ربطة شعرها المميزة، رُتب الريش في رأسها ليحظى بنفس العناية التي تلقاها ريش ذيلها من قبل، صممها رسام الرسوم المتحركة لتبدو ديزي وكأنها تعتمد تسريحة حديثة للشعر القصير.
ارتدت الزي الرسمي باللونين الأزرق والبنفسجي في مسلسل دار الفأر، مع ربطة شعر زرقاء، والأقراط، إضافةً إلى تسريحة شعرها الطويل بشكل ذيل حصان. أما في نادي ميكي ماوس، استعادت ديزي إطلالتها بالبلوزة البنفسجية مع ربطة شعر وحذاء باللون البنفسجي. وارتدت أيضًا سوارًا ذهبيًا وكانت تسريحة شعرها مماثلة لتسريحة ذيل الحصان في مسلسل دار الفأر، لكن بشعر أقصر.

## اسمها في الترجمة العربية
تُرجم اسمها إلى زيزي ثم بطوطة (حسب تسمية دار الهلال المصرية) أو زيزي (حسب تسمية دار نهضة مصر)، واسمها الكامل ديزي والتر داك.